# Валеріан Банах
Банах Валеріан (Валерій) Васильович (1881, Краків, Королівсво Галичини і Володимирії, Австро-Угорщина— 18 травня 1940, Старобільськ, Луганська область, УРСР) — український громадсько-культурний діяч, адвокат у м. Надвірна.

## Біографія
Народився 1881 року в родині службовця Василя Банаха та Марії Кубаїв у Кракові. У серпні 1899 р. закінчив навчання у Львівському університеті. У свідоцтві про закінчення університету відзначено, що він прослухав предмет «Церковні відносини Східної Європи», який викладав Михайло Грушевський. Згодом   приїхав до Надвірної, відкрив адвокатську контору та включився в українську громадську й політичну діяльність.
У вересні 1939 року розпочались арешти українських націоналістів, громадських діячів. Одного з перших більшовики арештували Валерія Банаха і ув'язнили в Станиславові.  Свідчення по справі В.Банаха давали члени КПЗУ із сіл Гаврилівка, Велесниця, Назавизова і м. Надвірна. 19 грудня 1939 року Надвірнянським повітовим відділом НКВС винесено постанову про пред'явлення звинувачення за ст. 54 п. 10, ч. 1 КК УРСР. Вироком суду від 29.02.1940 року засуджено на 8 років позбавлення волі. Вини підсудний не визнав і подав апеляційну скаргу. Враховуючи спростування доказів суд все ж засудив Банаха на 6 років позбавлення волі і відбування покарання у далеких таборах СРСР, а також подальшим позбавленням прав строком на 2 роки. 18 травня 1940 року — він етапований до в'язниці НКВС у м. Коломия, а 18 вересня вибув по етапу в Старобільськ, де помер. Реабілітований 28 листопада 1959 року.

## Суспільно— політична діяльність
- «Сокіл» Був співзасновником філії спортивно-патріотичного товариства «Сокіл» у повіті. Діяв при Надвірнянській філії товариства «Просвіта». .[4]

- "Луг"  Організацією опікувалися адвокат доктор Валеріян Банах, який став її головою у 1931 році,

Показове лугове свято у Надвірні відбулося в 1936 році, а в 1937 році товариство вшанувало пам'ять хорунжої УСС Софії Галечко на її могилі у с. Пасічна. Польська поліція розігнала збір луговиків з усього повіту. За активну діяльність товариства неодноразово староста попереджував Банаха про арешт активних діячів і розпуск «Луг».  У 1939р. Валерій Банах, переховуючись від арешту поляками, уникнув тюрми у Березі Картузькій.
- Українське Національне — Демократичне Об'єднання [6] 1925 р. вступив до української партії УНДО. Восени разом з Николайчуком, Саноцьким і Свищем створили організаційний комітет у Надвірній з відкриття філії Українського кооперативного банку.[4]У 1928 році відбулися вибори до польського сейму. В. Банах взяв активну участь в організації виборів і підтримував кандидатів від партії УНДО..[6]

- Багато разів обирали радним Надвірнянської міської ради й він входив до клубу міських радних українців.  Допомагав радним у їх змаганнях заступник місцевого посадника український купець Василь Свищ».

## «Вілла Банаха»
Побудував на вул. 3-го Мая, 24 (тепер вулиця Мазепи) у Надвірній будинок. 
Орнаментальний декор в оздобленні будинку відсутній, його роль викоонують архітектурні форми. Гладко тиньковану поверхню стін пожвавлюють тяги — обрамлення арок лоджії та широка плоска тяга, яка позначає фриз у підкарнизьній площині стін. У будинку використано новаторський принцип, який порушує метричні членування фасаду. В один ряд розміщено вікна різного характеру з різними пропорційними співвідношеннями сторін. Бічні вікна ризаліту першого поверху — аркові вузькі, а центральне — лучкове, двостулкове. Вікна одноповерхової частини та другого поверху — прямокутні. Будинок за стильовими ознаками належить до раціоналістичної течії сецесії.Це одна з кращих архітектурних споруд Івано — Франківщини у цьому стилі, вона є яскравим прикладом особнякового будівництва, в якому втілено головні ідеї сецесійногго формоутворення.
Між вікнами першого поверху розміщено присвячену Катрі Гриневичевій меморіальну дошку. "
У 2000-х роках будинок займав банк «Прикарпааття», а у 2020 році там знаходилося кафе «Сита тарілка». Зараз функціональне призначення не визначене.

## Галерея

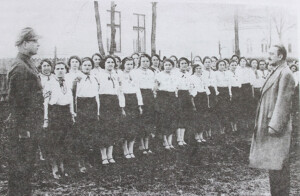
Збори "Лугу"
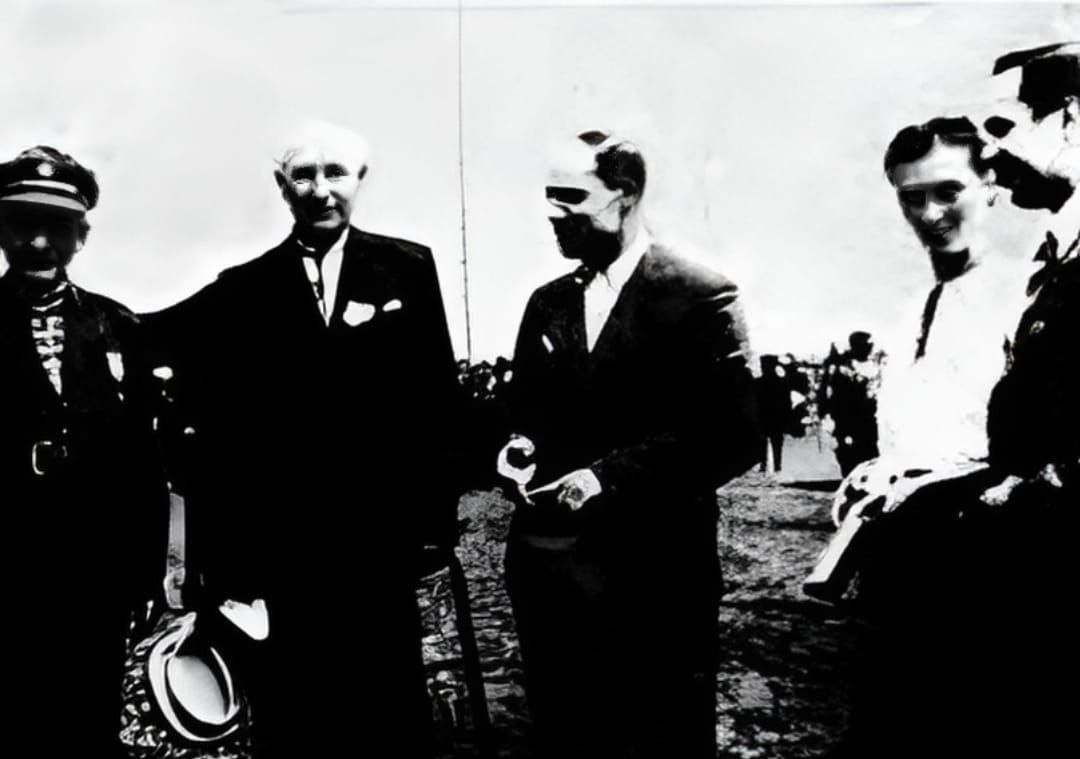
Збори "Лугу"
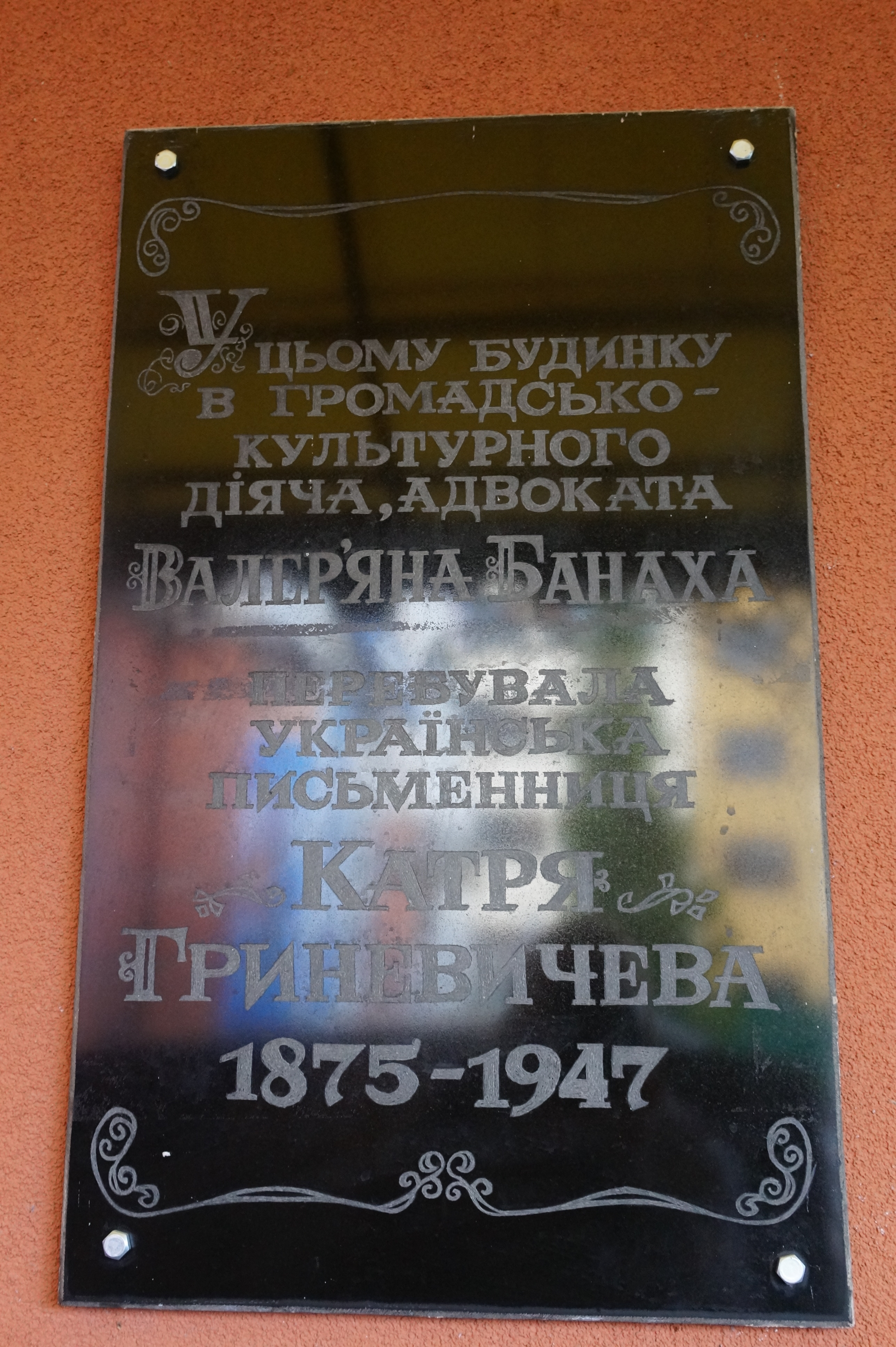
Надвірна Меморіальна дошка Катря Гриневичева.
"Вілла Банаха", вигляд початку 2000р.
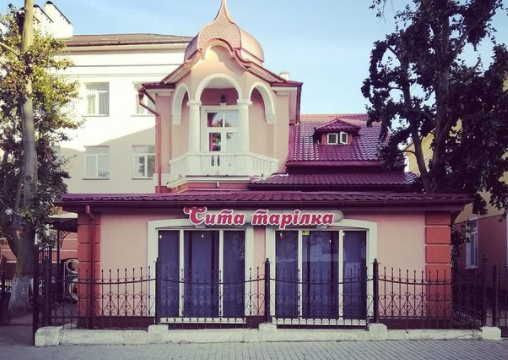
Будинок Банаха. Сучасний вигляд